# Acumenator
Acumenator is een geslacht van kevers uit de familie  
kniptorren (Elateridae).
Het geslacht is voor het eerst wetenschappelijk beschreven in 1999 door Schimmel.

## Soorten
Het geslacht omvat de volgende soorten:
- Acumenator catei Schimmel, 1999
- Acumenator hayekae Schimmel, 1999
- Acumenator preussi Schimmel, 1999